# Radun'
Radun' (in bielorusso Радунь) è un comune della Bielorussia, situato nella regione di Hrodna.